# Szlovákiai kisebbségek

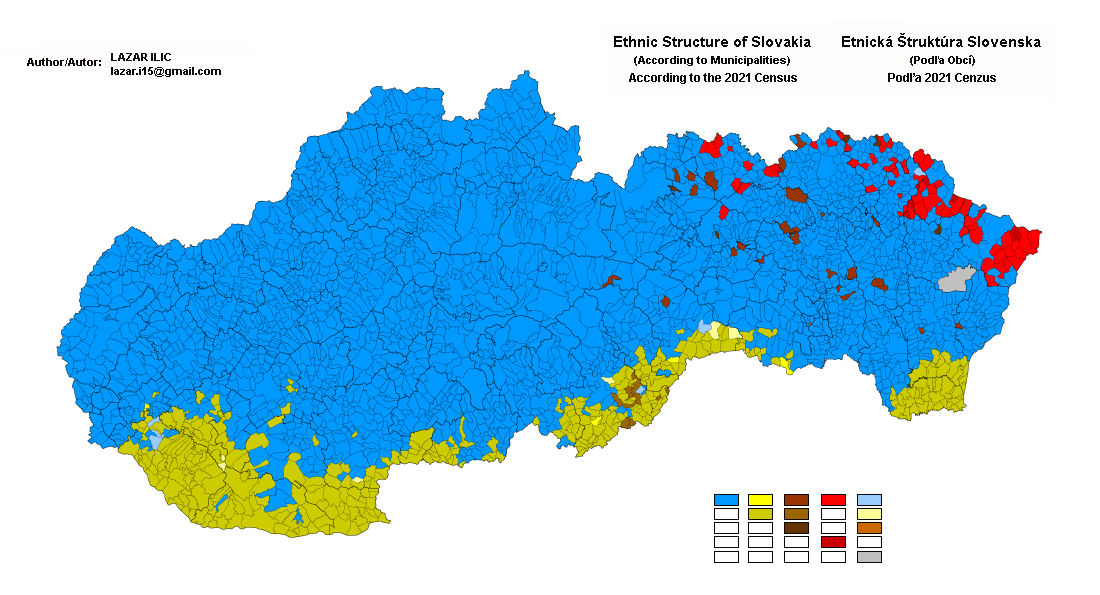
Szlovákia 2021-es etnikai szemléltető térképe

Szlovákiai kisebbségek alatt a mai Szlovákia területén élő nemzeti kisebbségeket értjük. Legnagyobb számban a 2011-es népszámlálás alapján 458 467-en vallották magukat magyarnak (8,5%). Utánuk következtek a cigányok 105 738 (2,0%), ruszinok 33 482 (0,6%), csehek 30 367 (0,6%), ukránok 7430 (0,1%), németek 4690 (0,1%), morvák 3286 (0,1%), lengyelek 3084 (0,1%), oroszok 1997, bolgárok 1051, horvátok 1022, szerbek 698, zsidók 631 és egyéb nemzetiségűek 9825 (1,3%) fővel. Megjegyzendő hogy 382 493 személy nemzetiségét (7%) nem sikerült megállapítani.

## Történelem
Szlovákia mai területének csehek általi megszállásáig 1918 telén az államalkotó nemzet a Magyar Királyságban a magyar volt. A közigazgatás és az iskolarendszer is elsősorban a magyar nemzeti érdekeket szolgálta ki. De jure a Trianoni békeszerződéstől beszélhetünk csehszlovákiai kisebbségekről. A kisebbségi csoportok, önhibájukon kívül minden történelmi fordulópont esetén ki voltak téve a hatalom és a többség vegzálásának, a létjogosultság és hűség megkérdőjelezésétől a bebörtönzésen át (túszokként vagy vádlottként) a fizikai megsemmisítésig. Már a csehszlovák államfordulat során érezhető volt e hátrány az egyének számára, elsősorban túszszedések, politikai bebörtönzések és kiutasítások formájában. Az ezt követő időszakban elsősorban gazdasági hátrányban részesültek, rosszabb esetben megfosztották őket vagy megtagadták tőlük az állampolgárságot.
Az első bécsi döntés után a szlovák–magyar viszony mélypontra került. Később az első szlovák államban is éltek kisebbségi csoportok, melyek jogai a németeket kivéve sok esetben erősen sérültek. A második világháború okozta az itt élő nemzetek számára a legnagyobb megrázkódtatást, mind emberveszteségben mind a szomszédi kapcsolatokban. A második világháború alatt a zsidókat gettókba összpontosították, majd koncentrációs táborokba deportálták a Harmadik Birodalomba. A háború után a németeket és a magyarokat a kassai kormányprogram kollektíve háborús bűnösöknek mondta ki és megtorlások, illetve egyéb visszaélések áldozataivá váltak. A németek többségét kitelepítették Németországba, a magyarságot a Szudétavidékre deportálták, illetve lakosságcserére kényszerítették.

### Szlovákiai magyarok

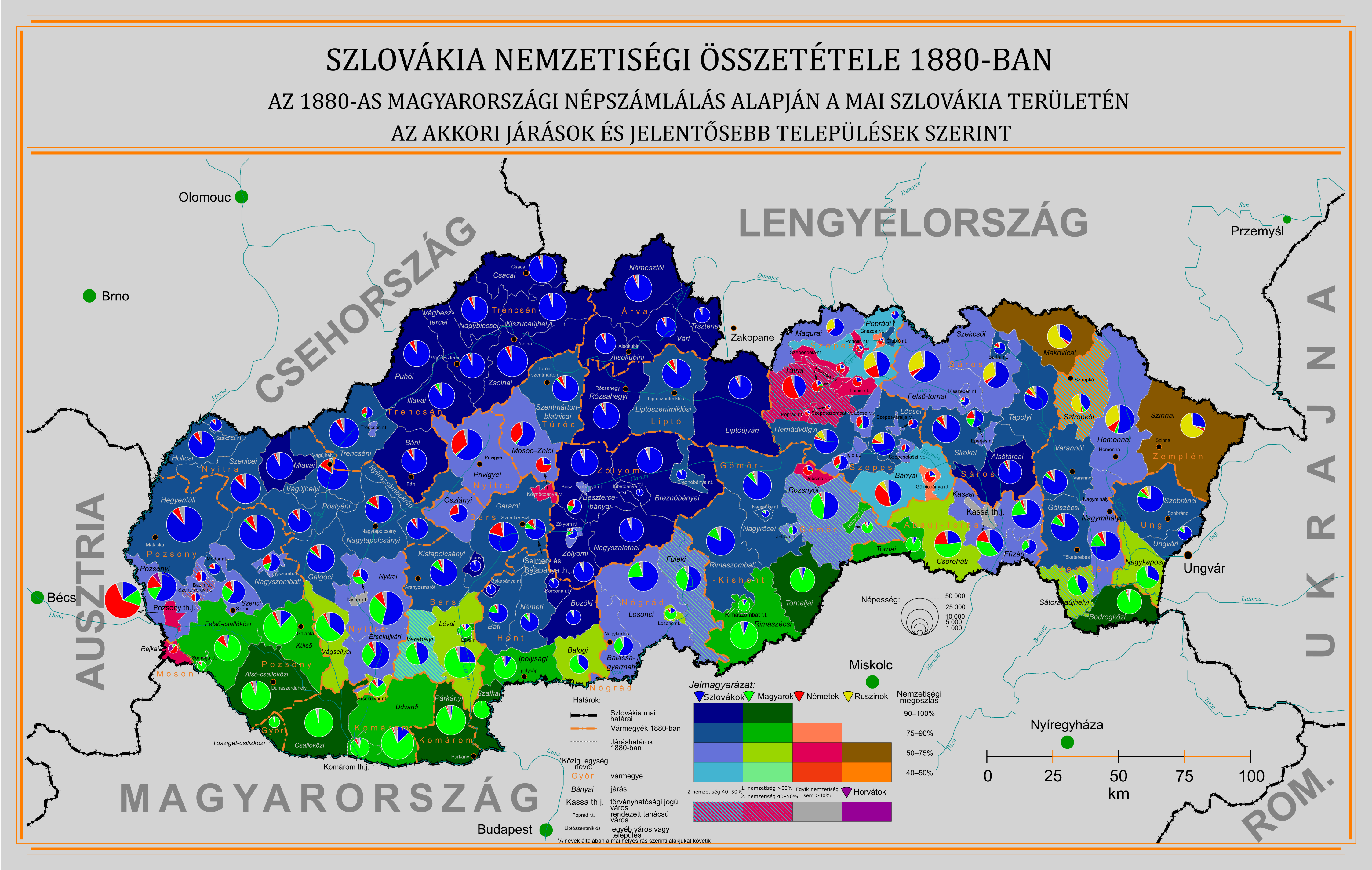
A mai Szlovákia akkor még Magyarországhoz tartozó területének nemzetiségi térképe 1880-ban.

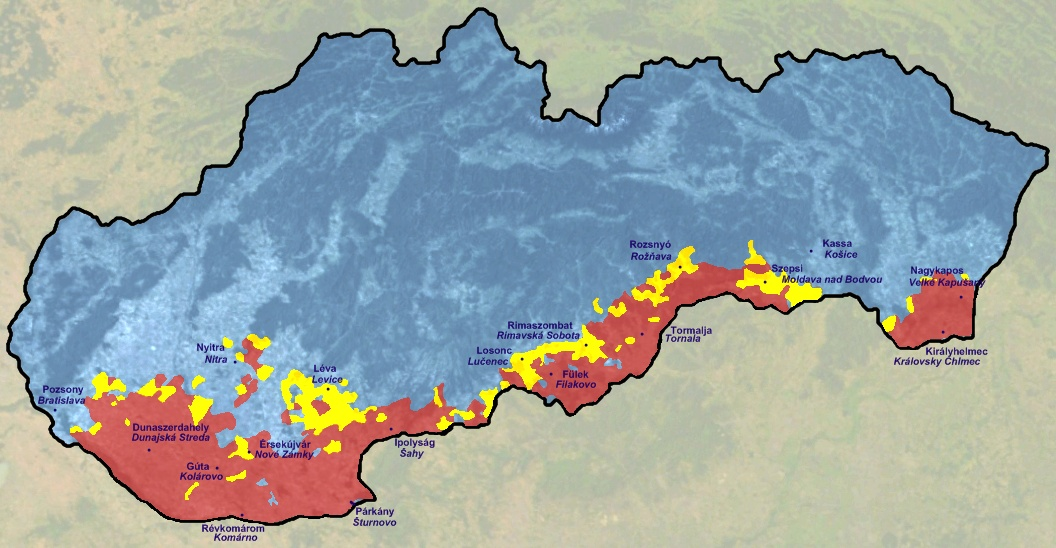
A magyar lakosság Szlovákiában
50–100%
10–50%
0–10%

A magyarság részaránya a dualizmus korában (1880–1910-es népszámlálások alapján a mai Szlovákia területére vonatkoztatva) folyamatosan növekedett, ami elsősorban a természetes szaporulatnak, a természetes asszimilációnak és a kor magyarosító törekvéseinek, részben pedig a kivándorlásnak köszönhető. Az egykori népszámlálások hatalmi vagy helyi torzításainak mértéke nem állapítható meg pontosan.
A csehszlovák államfordulatot követően az új állami keretek között magyarság számának csökkenése a statisztikai hibaforrásoktól eltekintve, kb. 105 ezer főre tehető, akik főként az értelmiség és a hivatalnoki középosztályból kerültek ki, mivel elvesztették megélhetésüket. További 16 ezer személytől megtagadták a csehszlovák állampolgárságot. A népszámlálási adatok szerint további 76 ezer fővel csökkent a magyarság létszáma 1921-1930 között.
A szlovenszkói magyarság száma ugyan az asszimiláció, a zsidóság külön nemzeti kategóriába sorolása és a népszámlálások során tapasztalható csalások hatására az adatok szerint csökkent, kisebbségi jogaikat tekintve azonban kis mértékben ugyan, de folyamatosan javult a helyzetük, főként a már meglévő törvényi keretek érvényesítésének hatására. A cezúrát a Szlovákiában maradt magyarok számára az első bécsi döntés, ill. a szovjet front áthaladása utáni újbóli csehszlovák hatalomátvétel jelentette. A Szlovákiában maradt magyarok politikai képviseletét egyedüliként Esterházy János látta el a parlamentben, s a párt kisebbségi demokratikus szemléletet képviselt, minek hatására szlovákok és németek is támogatták azt. A Szlovák nemzeti felkelésben többek között magyarok is részt vettek, mind a hadseregben (például Szütsy Lóránt), mind a partizánok között. A Petőfi Brigád vezetője Fábry József volt.
A magyarság száma (Cseh)Szlovákiában hivatalos abszolút értékben 1980-as évek végétől folyamatosan csökken, míg százalékarányban az 1960-as évektől. Ez elsősorban azzal áll összefüggésben hogy a magyarság, mint kisebbség természetes szaporulata az országban mindmáig alacsonyabb mértékű mint a szlovákoké. Másodsorban a csökkenés oka a generációs nyelv- és nemzetváltás, illetve az elvándorlás nyugatra és Magyarországra. A magyar cigányság magatartása a népszámlálások során is meghatározó lehet az eredmények tekintetében.
1991-ben 567 296-an, 2001-ben 520 528-an vallották magukat magyarnak. A 2011-es népszámlálás során 458 467 személy (közel 62 ezerrel kevesebben, mint 2001-ben) vallotta magát magyarnak, ami Szlovákia lakosságának a 8,5%-át jelenti. A magyart anyanyelvként használók száma azonban ennél némileg magasabb. A magát magyarnak vallók döntő többsége (több mint 90%-a) Dél-Szlovákiának a Magyarországgal határos déli sávjában, mintegy 8400 négyzetkilométernyi összefüggő területen él. Az első Csehszlovák köztársaságtól eltérően, amikor Pozsonytól Ágcsernyőig folyamatos és meglehetősen homogén településterületet alkotott, ma három nagyobb magyar településtömbről beszélhetünk. A legnagyobb magyar tömböt a Délnyugat-Szlovákiában Pozsonytól az Ipoly mentéig élő magyarság alkotja. Ide tartozik a leghomogénebb magyar területnek számító Csallóköz, a Mátyusföld, a Vág és Garam közti területek és az Ipolymente magyarsága. A második nagy magyar településterületet a nógrádi, gömöri és kassai-medencei magyarság alkotja, a harmadik nagy tömböt pedig a Bodrogköz és Ung-vidék magyarsága. A tömbmagyarságon kívül jelentősebb nyelvszigetet alkot a Nyitra-vidéki magyarság.
Szlovákia jelenlegi közigazgatási felosztása szerint a szlovákiai magyarok az ország nyolc kerületéből négyben haladják meg a 10%-ot. A Nyitrai kerületben a lakosság 27,6%-át, a Nagyszombati kerületben a 23,7%-át, a Besztercebányai kerületben 11,7%-át, míg a Kassai kerületben 11,2%-át teszik ki. Jelentősebb számú magyar még a Pozsonyi kerületben él (4,6%), a többi kerületben azonban elhanyagolható a magyarok számaránya.
Szlovákiában összesen 523 olyan település van, ahol a magyarok részaránya meghaladja a 10%-ot, ezen belül pedig 435 település, amelyben magyar többség van. Ezeknek a településeknek a nagy része azonban kis lakosságszámú falu, és csupán 14 városban haladja meg a magyarok aránya az 50%-ot. A magyarok 59,3%-a ötezernél kisebb lélekszámú falvakban lakik.
2021-re a tíz évvel korábbi adatokhoz képest egy városi rangú településen (Somorja) csökkent a magyarság számaránya 50% alá, így már csak 12 városban van magyar többség (Naszvad csak 2020-tól lett város). A "legmagyarabb" város továbbra is Bős. Füleken, Nagymegyeren, Párkányban és Tornalján javult a százalékos arány, abszolút értékben azonban csak Füleken javult a magyarság helyzete (a 2. helyen megjelölt nemzeti kötődést nem számolva).

### Szlovákiai cigányság

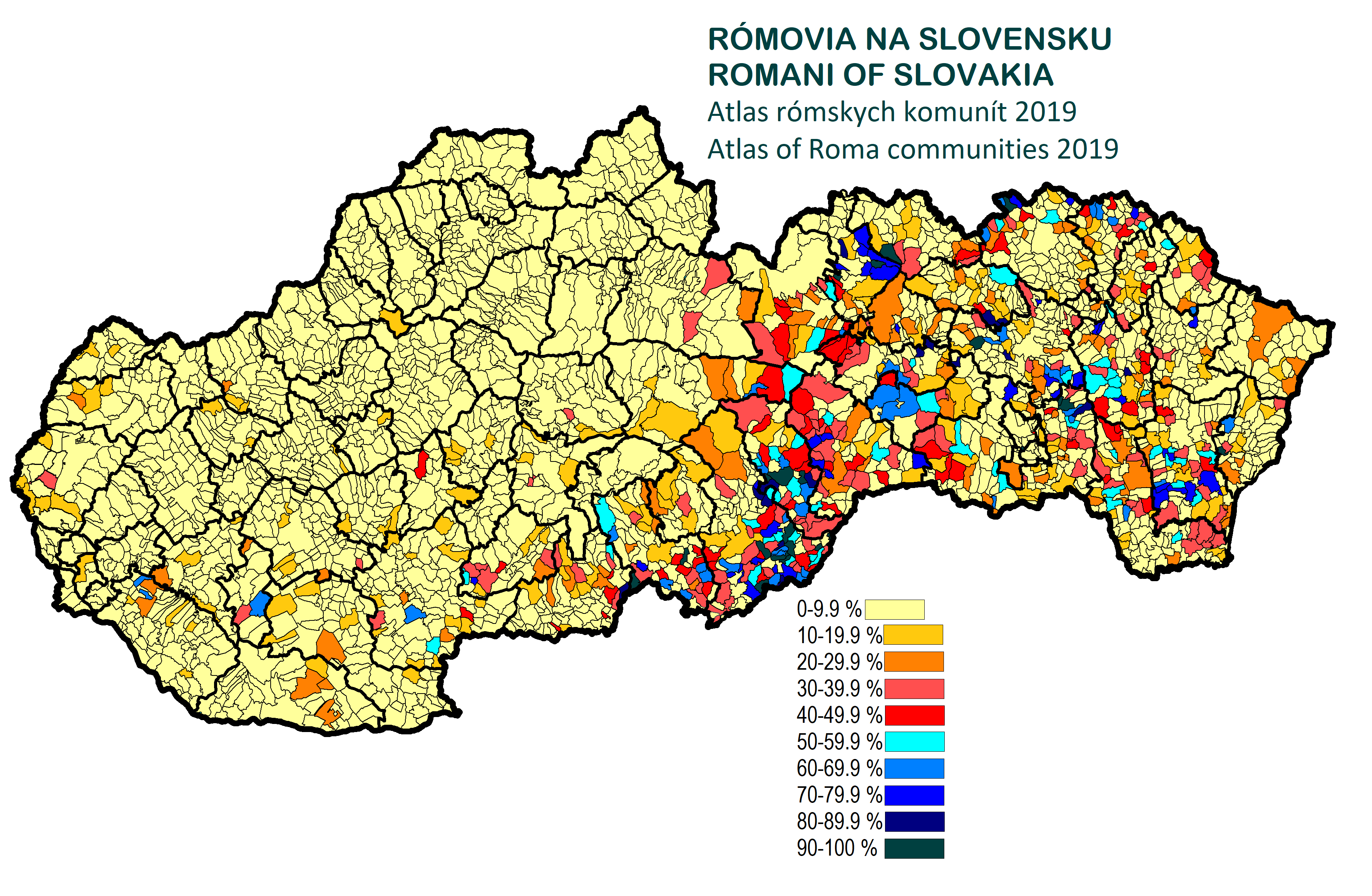
Atlas rómskych komunít (2019)

A cigányok megjelenésére a Magyar Királyságban a 15. századtól vannak hiteles adataink, előbb Erdélyben (Havasalföldhöz tartozó területen, talán már a 14. század végén), majd a török előretörésének köszönhetően szerb területek felől. A szórványos adatok ellenére, 1422-ben Itáliába, sőt már az 1410-es évek végén és az 1430-as évek végén német területekre is eljuthattak egyes csoportjaik. Az északi területekről legelőbb 1495-ben Bártfa közelében említenek egy Vasko nevű cigányt egy rablócsapatban, míg csoportosan 1534-ben jelennek meg a forrásokban Lőcsén, amikor gyújtogatással vádolják őket. A történeti kutatásokban megjelenő legismertebb Luxemburgi Zsigmondhoz köthető állítólagos menlevél, amit nyugat-európai források említenek vélhetően nem létezett, vagy hamisítvány volt.
A cigányság nyelvészeti, néprajzi és társadalmi kutatása viszonylag későn kezdődött el, ennek ellenére már a 18. század végén jelentek meg szórványos munkák a későbbi Szlovákia területén, melyek egyes részkérdesekkel foglalkoztak (például Augustini (ab Hortis) Sámueltől, Enessey Györgytől Komáromban, vagy később Habsburg–Lotaringiai József Károly főhercegtől Kistapolcsányban).
A muzsikus cigányok a magyar népzenei hagyományok részét képezik, nélkülük a magyar zenei kultúra szinte elképzelhetetlen lett volna. A városokban és a vidéki falvakban is elterjedtek voltak a cigány zenekarok. Érsekújvárott a pályaudvaron a Rákóczi-indulóval köszöntötték a beérkező és távozó vonatokat. A csehszlovák államfordulatot követően a csehszlovákiai hatóságok be is tiltották a magyar cigányzenét. Marginalizált és mellőzött állapotuk a hivatalos statisztikákban is tükröződik, miszerint egész Csehszlovákiában, nagyrészt Szlovenszkó területén egész Ungvárig, csupán 8 és fél ezer cigányt mutattak ki az első világháborút követően. A hivatalos kimutatásokban azonban már ekkor sem jelentek meg teljes számban, így számuk jóval alábecsült volt ekkor is.
A szlovákiai cigány csoportokat a második világháború idején (is) negatívan diszkriminálták, táborokba zárták és a porajmos során meggyilkolták, vagy a harmadik birodalom nyomására a cigányokat is német haláltáborokba deportálták az országból. A cigányok munkatáborokba zárása 1941-től kezdődött, de már a háború előtt születtek erre javaslatok. A német hadsereg által felügyelt gyűjtőtábor működött például Máriatölgyesen, ahol a zsúfoltság és ellátatlanság miatt sokan betegségekben, vagy alultápláltságban hunytak el, többeket pedig kivégeztek. A forrásolatlanság, illetve a források feldolgozatlansága miatt a porajmos szlovákiai cigány áldozatainak számát 400-10 ezer közé becsülik.
Az államszocializmus idején sok pérót felszámoltak, a cigányok átköltözését anyagilag támogatták. A cigányság körében nagyon elterjedt volt a ragadványnevek használata.
A szlovákiai cigányság jelenkori pontos számára csak becslések léteznek, mivel a cigányok egy része a népszámlálások során magát szlovákként, vagy magyarként határozza meg. Sokak anyanyelve is már ezen két nyelv egyike. Szlovákiában a 2011-es népszámlálás alapján 105 738 cigány (122,5 ezer anyanyelvű) élt, ami 2%-ot tett ki, a legutóbbi 2021-es népszámlálás alapján pedig a 156 ezer cigány több mint fele második nemzetiségként jelölte azt meg. Ennél azonban a számukat minden elemző többre becsüli. A 2019-es Atlas rómskych komunít 440 ezerre (8%) tette a számukat. Szociológiai kutatások és becslések szerint azonban a cigányok jelentős részét – más országokhoz hasonlóan – a többségi nemzet tagjaiként vették számba. Valóságos létszámuk ezért lényegesen nagyobb a hivatalosan közöltnél, bizonyosan több mint 300 000 főt tesz ki, egyes becslések szerint elérheti az 500 000 főt is, ami az összlakosság 5,7–9,5%-át jelenti.
| No. | Megye                   | Népesség (2011, fő) | Cigányság lélekszáma (2011, fő, százalék) |
| --- | ----------------------- | ------------------- | ----------------------------------------- |
| 1   | Pozsonyi kerület        | 602 436             | 767 (0,1%)                                |
| 2   | Nagyszombati kerület    | 554 741             | 3048 (0,5%)                               |
| 3   | Trencséni kerület       | 594 328             | 574 (0,1%)                                |
| 4   | Nyitrai kerület         | 689 867             | 3987 (0,6%)                               |
| 5   | Zsolnai kerület         | 688 851             | 2264 (0,3%)                               |
| 6   | Besztercebányai kerület | 660 563             | 15 525 (2,4%)                             |
| 7   | Eperjesi kerület        | 814 527             | 43 097 (5,3%)                             |
| 8   | Kassai kerület          | 791 723             | 36 476 (4,6%)                             |

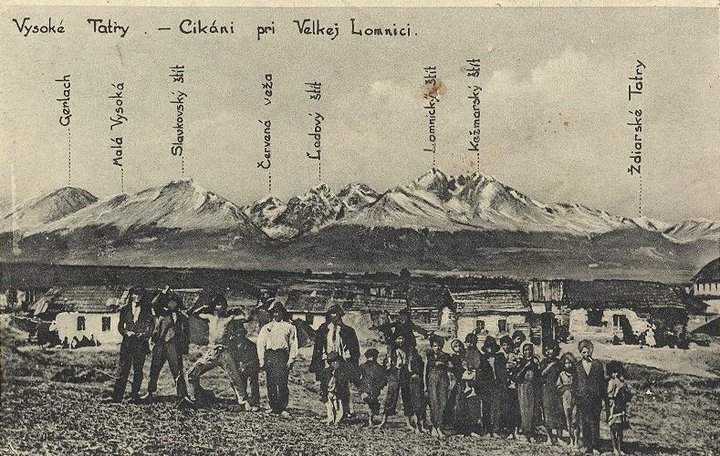
Egykori cigány péró Kakaslomnic közelében

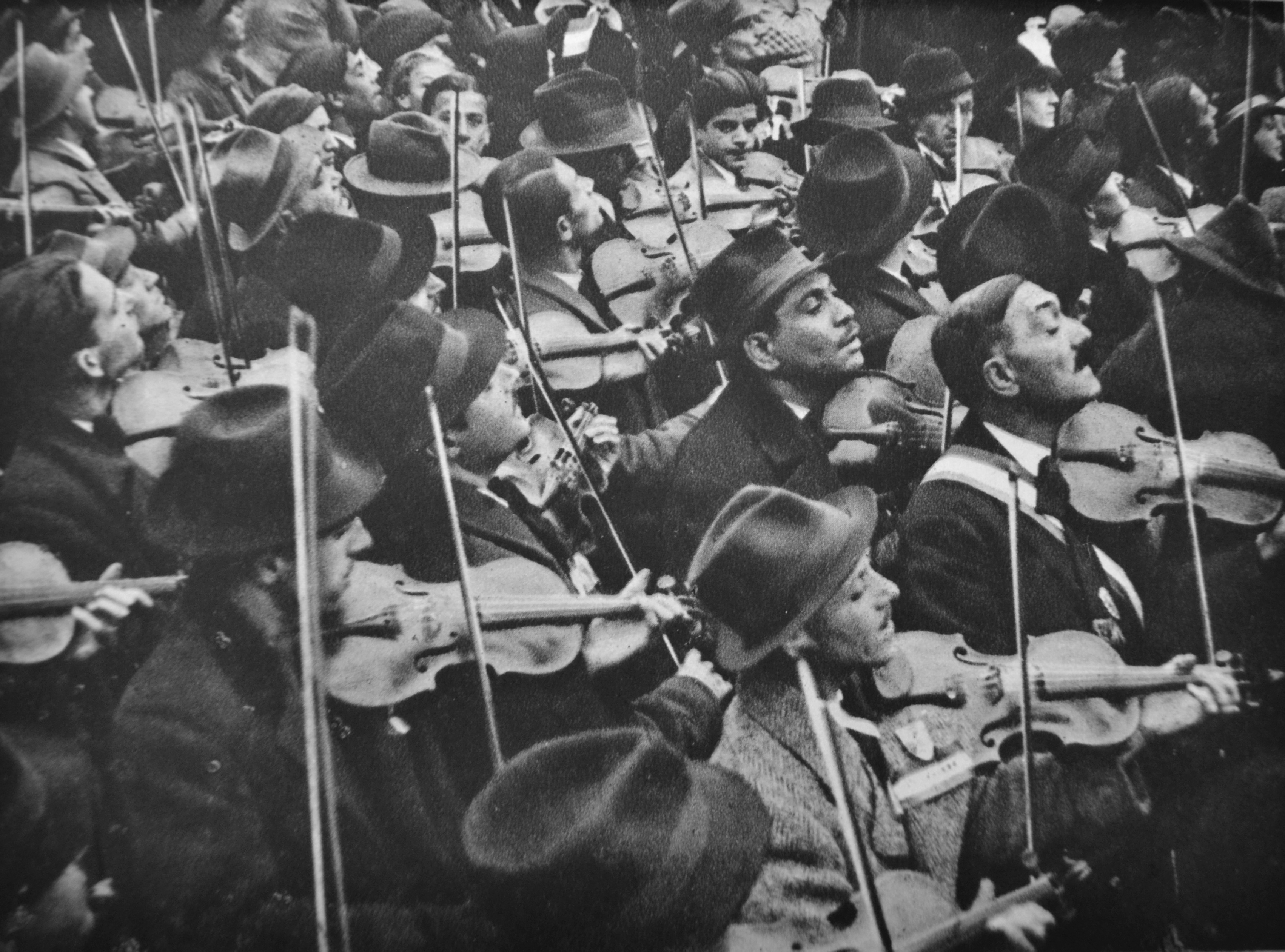
Cigány muzsikusok az első bécsi döntést követően Érsekújvár pályaudvarán

804 településen élnek nagyobb cigány közösségek, további 373 községben kisebb csoportok.

### Szlovákiai németek
A magyarországi németség eredetét korábban ókori és kora középkori korszakokban keresték. Még reneszánsz hagyományok alapján írtak ittmaradt germán törzsekről, melyek átvészelték volna a népvándorlást. A körmöci németséget például kvádokkal hozták kapcsolatba. Később az avarokat "megdöntő" németség töredékeit emlegették, ha másutt nem is, de Pozsony és Nyitra környékén.

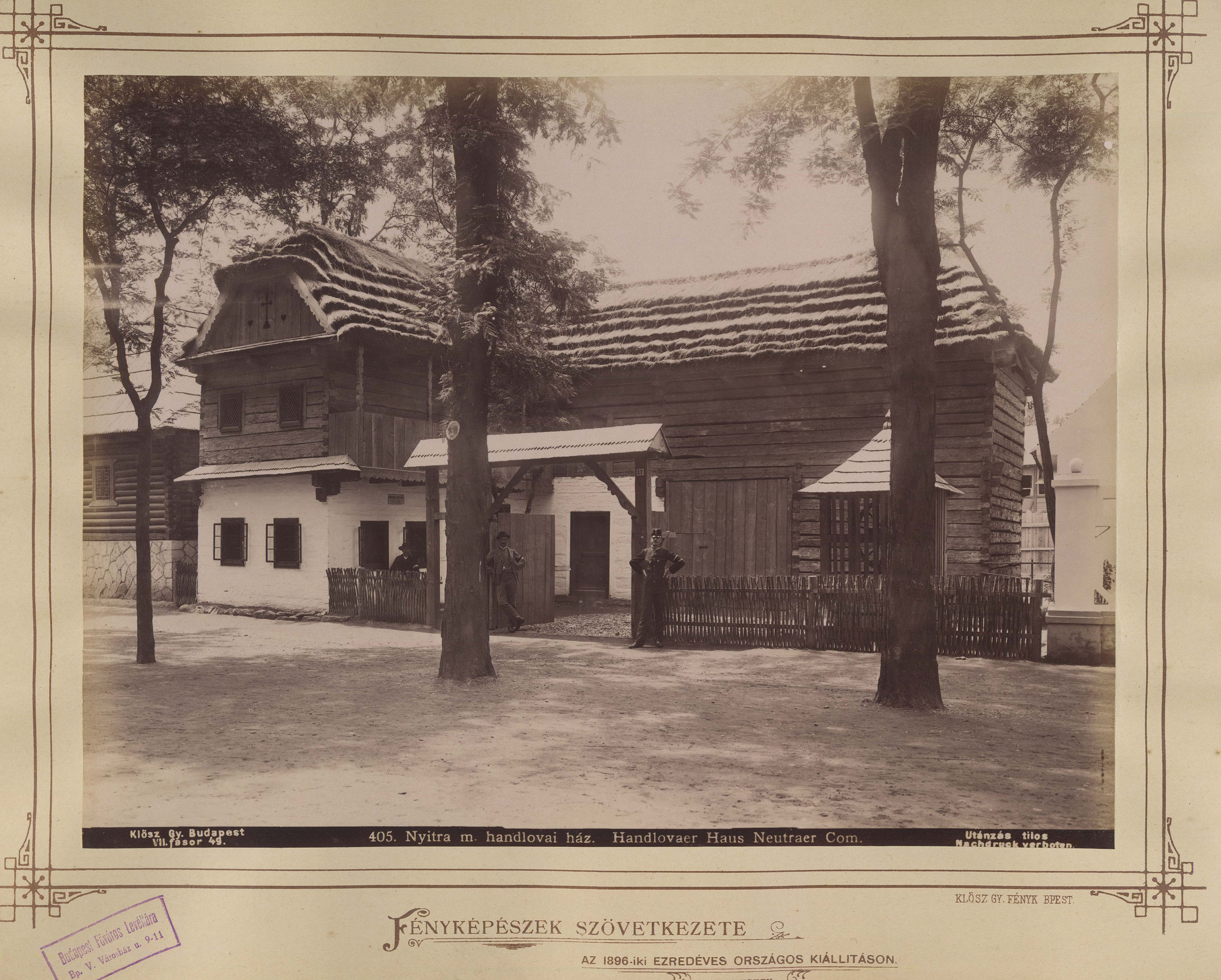
Handlovai ház Jankó János javaslatára a Millenniumi kiállításon is szerepelt

A szlovákiai németség legnagyobb része középkori eredetű, őseik mint hospesek érkeztek e területre, főként a bányavidékekre. Germán népcsoportok azonban korábban is lakták e vidéket.
Csehszlovákia kikiáltása után körülbelül 3,5 millió német élt az országban, főként a cseh és morva Szudétavidéken. Szlovákiában több kisebb tömbben éltek, elsősorban a nagyvárosokban, cipszerek a Szepességben, a gründler, a buléner, vagy a mánta dialektust beszélők Alsómecenzéf környékén, krikehájok (Krickerhäuer) Nyugat-Szlovákiában. Egykor a habánok között is voltak német nyelvűek, illetve a zsidóság egy része is német vagy jiddis nyelvű volt. A szepességi szászok száma azonban már a monarchia utolsó évtizedeiben majdnem megfeleződött, s arányaikban is negatív hangsúlyeltolódás történt.
A Magyar királyságban Trianon előtt sok német nyelvű állampolgár magyar érzelmű volt. A csehszlovák államfordulat után a szlovákiai részen élő németek állítólag magyar iskolákat követeltek. Hasonlóan magyar érzelmű maradt az oktatást németül folytató Késmárki Evangélikus Líceum tanári kara (Bruckner Károly, Kozlay Kálmán, Lipták János). 1938 októberében a pozsonyi német konzul von Druffel és a pozsony környéki (csallóközi) németség a Cseh-Szlovákiában való maradás mellett foglalt állást, mivel Pozsony volt kulturális központjuk, ami nélkül az elmagyarosodástól féltek.
Az első szlovák államban széles körű jogokat biztosítottak a németek számára, megmaradtak érdekérvényesítő politikai és kulturális szervezeteik, illetve német nyelvű kiadóik és lapjaik. Iskolahálózatuk a magyar tömbtől távol eső vidékeken (például a Szepességben) a magyar államnyelv helyett szlovák-német nyelvi orientációjúvá vált (lásd például a késmárki líceumot, illetve 1936-ig a lőcsei főreáliskolát). A magyar állameszme azonban még sokáig pozitívan élt sokak, főként az idősebb generáció emlékezetében. A németség egy része nem tette magáévá a nemzetiszocialista eszméket, és elutasításuk jeleként többen a magyar pártra szavaztak.
Német nyelvű népcsoportok több tömbben éltek a mai Szlovákia területén egészen a második világháború végéig, amikor is egy részük önként elmenekült, nagyobb részüket azonban a potsdami konferencia határozatainak értelmében kitelepítették. A németek közül az 1945 májusától augusztusig tartó csehszlovákiai "wilde Vertreibung" (csehül divoky odsun – vad kiűzés) keretében 750 ezer főt, az 1946–1948 közötti marhavagonokba zsúfolt transzfer során pedig 2-2,2 millió németet telepítettek Németország amerikai, brit és szovjet zónáiba. Mára a magukat németnek vallók száma az országban nem éri el az 5000 főt sem.
Ma létező szervezeteik közül kevés fejt ki aktív, de annál fontosabb tevékenységet, például a Szepességben, vagy Dobsinán. A Szlovák Nemzeti Múzeumnak Pozsonyban az ún. Sunyal kúriában létezik Kárpátnémet Múzeuma, amelyet 1997-ben alapítottak. Elődje a SzNM Történeti Múzeumának 1994-ben alapított részlege volt.

### Szlovákiai ruszinok
A ruszinok eredetüket tekintve mind a Kárpátokhoz kötődnek: vagy még most is a Kárpátok lejtőin élnek (Kárpátalján, Kelet-Szlovákiában, Délkelet-Lengyelországban), vagy pedig onnan vándoroltak el. A szocializmus időszakában Csehszlovákiában nem voltak elismert kisebbség, s Ukrajnában központi szinten máig az ukránok részének tekintik őket. Szlovákiában, noha a harmadik legnagyobb nemzeti kisebbség, nyelvi jogaik folyamatosan sérülnek.
1997-től egyes szlovákiai iskolákban tanítanak ruszin nyelvet. Etnográfiai, illetve nyelvjárási csoportjaik közül Szlovákiában elsősorban a lemkók és bojkók élnek.

### Szlovákiai zsidóság

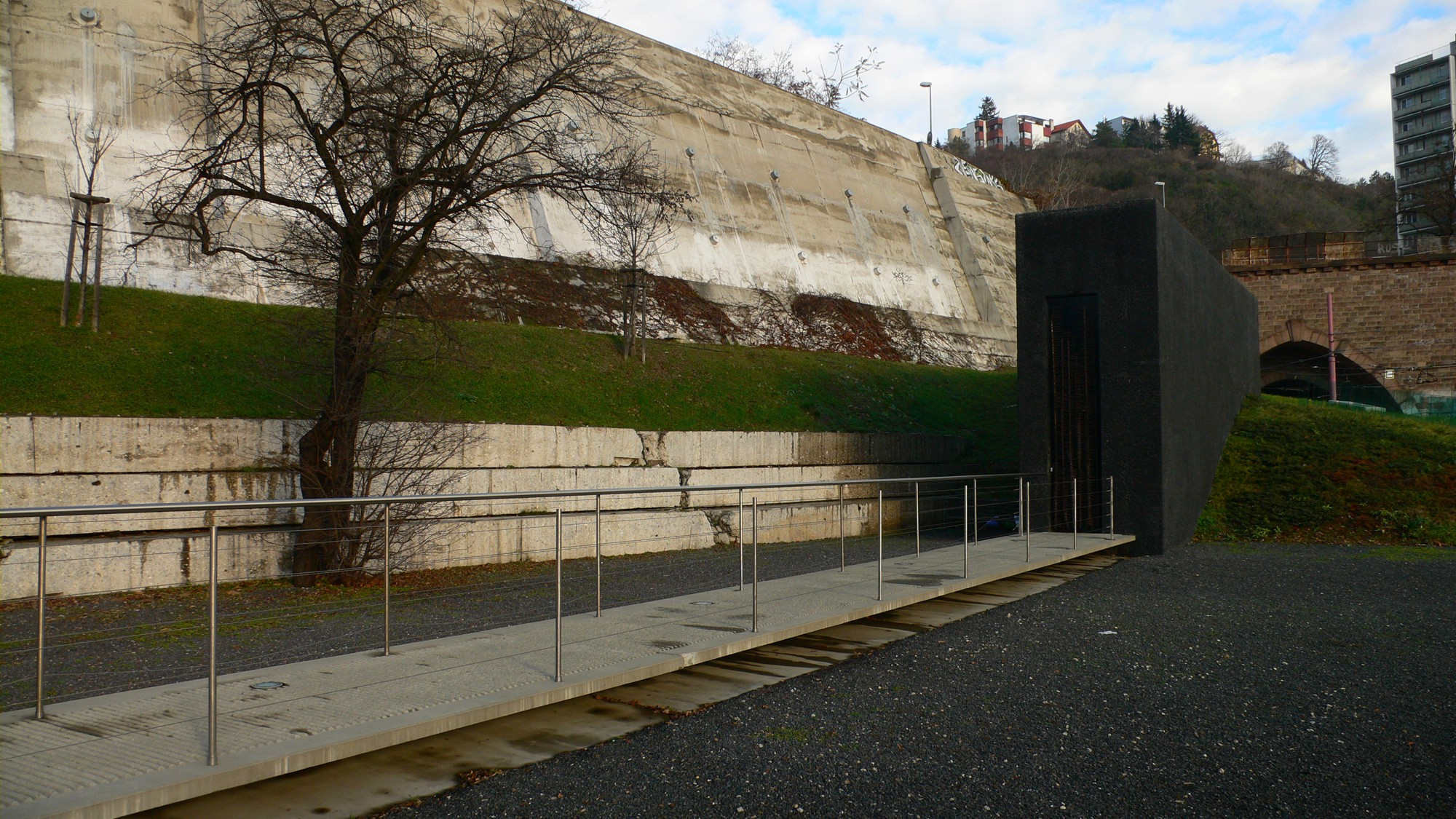
Chatam Sófer mauzóleum Pozsonyban

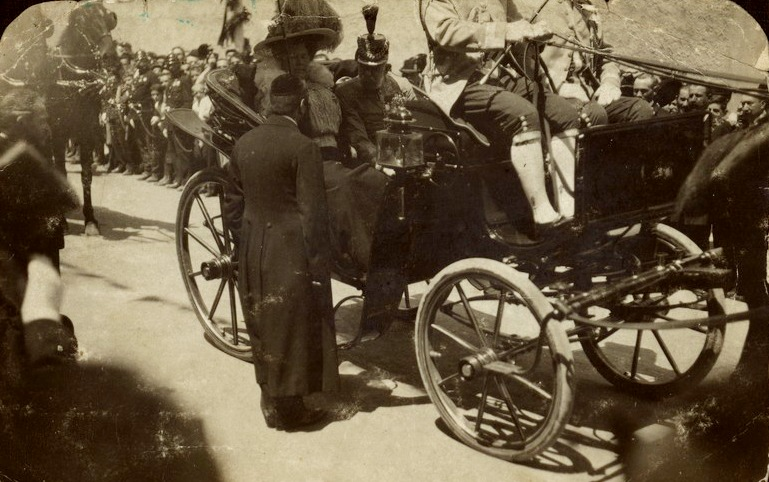
Ferenc József köszöntése 1913-ban Pozsonyban

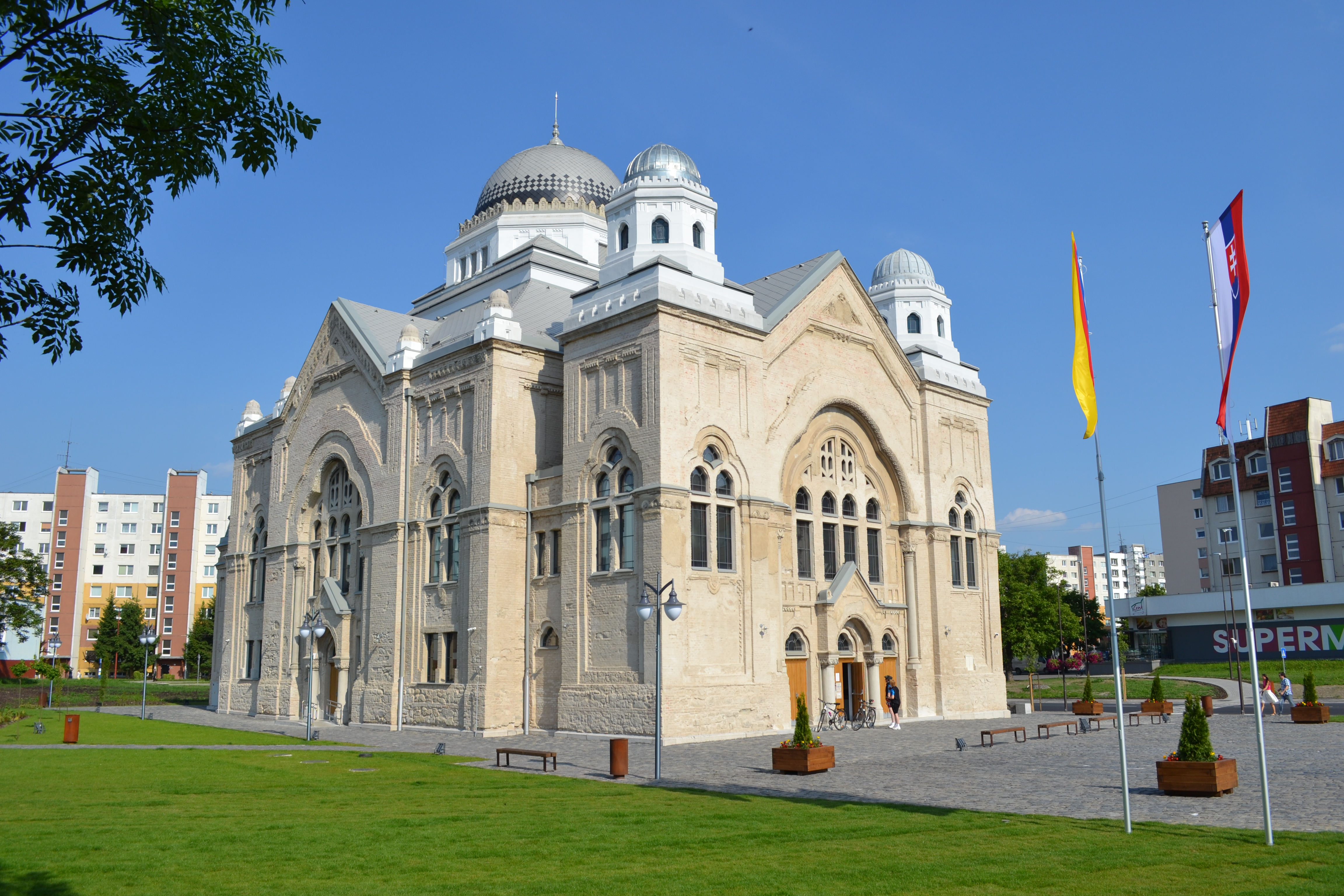
A losonci zsinagóga (neológ) is műemlék

Az első ismert zsidó hitközségről Pozsonyból vannak adataink a 13. századból.
Bár a zsidóságra elsősorban vallási szempontból tekintünk, a zsidók már az első Csehszlovák Köztársaságban mint nemzeti kategória is megjelent (. Pontos számukat ekkoriban is csak a vallásgyakorlók száma alapján lehet meghatározni, mivel egy részük a cigánysághoz hasonlóan a szlovák vagy a magyar nemzethez asszimilálódott. A népszámlálások során azonban visszaélések is történtek és a magyar vagy német nyelvű zsidóságot akaratuk ellenére önkényesen a számlálóbiztosok a zsidókhoz sorolták be. 1930-ban több mint 136 ezer zsidó vallású (!) személyt tartottak számon.
Bár az antiszemitizmus a zsidókat történelmük során végig sújtotta, Szlovákia területén (Csehszlovákiában már a müncheni egyezmény során) az őket ért első nagyobb atrocitások az első bécsi döntéskor történtek, elsősorban a nem honos zsidósággal szemben, mindkét érintett ország részéről. Csehszlovákia szétesése után az első Szlovák állam 1941. szeptember 9-én elfogadta az ún. Zsidó kódex-et, mely után tömegesen szöktek a zsidók Magyarországra. Helyzetük azonban csak ideiglenesen oldódott meg, hiszen Magyarország is elfogadta a zsidókat diszkrimináló törvényeket és az 1944-es német megszállás után megindult gettósításuk és többségüket deportálták. Szlovenszkóból még 1942-ben történtek az első deportálások a harmadik birodalom haláltáboraiba, de ezt megvesztegetéssel a megszállásig sikerült leállítani. A nyitrai jesivát sikerült 1944 őszéig működtetni. Körülbelül 1600-2000 zsidó partizánként csatlakozott a Szlovák nemzeti felkeléshez, s közülük 250-300 ember vesztette életét a harcokban.
A második világháború után egy részük visszatért otthonába, de lefoglalt tulajdonaikat gyakran nem tudták visszaszerezni. Nagytapolcsányban 1945 szeptemberében, 1946-ban Pozsonyban a partizán kongresszus során, és 1948-ban is pogrom volt. Végaszón 1945 végén 11 zsidó lakost végeztek ki. Közösségeiket a holokauszt megtörte, s a túlélők többsége külföldre, részben Palesztinába (a mai Izrael területére) emigrált. 1948 elején 41 zsidó hitközséget hívtak újra életre, de a kommunista hatalomátvétel után a kb. 30 ezres létszámú zsidóság száma fokozatosan apadni kezdett. A normalizációt követően a zsidó hitűeket megfigyelték (akcia Pavúk). 1987 októberében értelmiségiek egy csoportja a "bűnbánat és a megbánás" kifejezéseként nyilvánosan elítélte a zsidók deportálását Szlovákiából. Ma kevesebb mint 6000 személy vállalja zsidó hitét az országban, főként idősek. A 2011-es népszámlálás alapján a zsidó felekezetű hívők száma 2 ezer alá csökkent. 2021-ben 596 (+1242) személy vallotta magát zsidó nemzetiségűnek az országban.
A zsinagógákat a második világháború idején sok helyütt megszentségtelenítették. Az épületek egy részét a háború után bontották el, különböző okok miatt. Kisebb részük fennmaradt, de többségük nem vallási célokat szolgál. Nagysurányban városi múzeum működik az épületben. A pozsonyi zsidó negyed az új híd építésének esett nagyrészt áldozatul. A volt zsidó egyházközségek temetői (1993-ban 620-t regisztráltak országszerte) sok helyütt gondozatlanok, vandalizmus áldozatául estek, néhol felszámolásra kerültek. Néhány helyen újabban megpróbálják rendbehozni a temetők megmaradt síremlékeit. "Élő" temetkezési helyek az élő egyházközségekben léteznek. 2015-ben 13 egyházközség volt, azóta a pöstyéni már nem tagja a szlovákiai szövetségnek. 1994-től Pozsonyban önállóan létezik a Zsidó Kultúra Múzeuma, Szereden pedig Holokauszt múzeum működik. Kiállítóhelyek léteznek Eperjesen, Nyitrán és Komáromban.

### Szlovákiai csehek és morvák
Cseh- és morvaországi bevándorlók nagyobb számban a Cseh királyság-beli ellenreformáció erősödését követően érkeztek, elsősorban felekezeti okokból (a vallásszabadság végül politikailag győzedelmeskedett Magyarországon a török időkben, még ha rövid időre is).
A következő nagyobb hullám Csehszlovákia létrejötte után következett be, amikor is az 1910-es majdnem 8 ezer cseh anyanyelvűről 1930-ra majdnem 121 ezerre növekedett a számuk (bár hivatalosan csehszlovák nemzetiség létezett) Szlovákia területén. Ezek elsősorban katonák, csendőrök, hivatalnokok, tanítók és telepesek stb. voltak, akik elsősorban a munkalehetőségek és a földosztás miatt érkeztek a területre. Helyzetük azonban a szlovák autonómia, majd a függetlenség kikiáltása után gyökeresen megváltozott. Sokukat visszatoloncoltak, s a testvérnemzetből nyíltan (legalábbis politikailag motiváltan) utált és üldözött lett. 1938 végén már csak 77,5 ezren, 1943-ban már csak 31,5 ezren vallották magukat csehországi származásúnak. Újabb betelepülési hullám a második világháború után következett be, majd a különválást követően mára elsősorban a határos megyei és járási városokban összpontosulnak.

### Szlovákiai lengyelek
Az első világháborúig a mai Szlovákia területén nem léteztek kulturális-művelődési szervezeteik, mint ahogy iskoláik sem voltak. 1925-ben hozták létre az első ilyen intézményt Lengyel Olvasókör néven Kassán, melyet a lengyel konzulátus munkatársai alapítottak, s könyvtárként szolgált. Emellett létrejött a Lengyel Fiatalok és Barátaik Köre is. 1928-1938 között Pozsonyban is működött Lengyel Kör. 1931-ben szlovákiai felsőfokú intézményeken 2365 lengyel állampolgár tanult. Lengyel Önsegélyező néven diákegylet is létrejött, prágai, brünni és pozsonyi fiókokkal. Pozsonyban a Comenius Egyetem Orvosi Kara mellett működött. 1933-ban megalapították a Lengyel-Csehszlovák Társaságot, 1936-ban pedig létrejött a Szlovák-Lengyel Gazdasági Egyesület Pozsonyban, mely azonban csak egy évig működött. 1945-1991 között semmiféle lengyel szervezet nem működött az országban. 1991 februárjában alakult Turócszentmártonban az Adam Mickiewicz Lengyel Klub. 1994-ben összefogva a pozsonyi és kassai lengyelekkel létrehozták a Lengyel Klub – Lengyelek Egylete és Barátaik Szlovákiában nevű máig működő ernyőszervezetet.

### Szlovákiai délszláv eredetű nemzetiségek

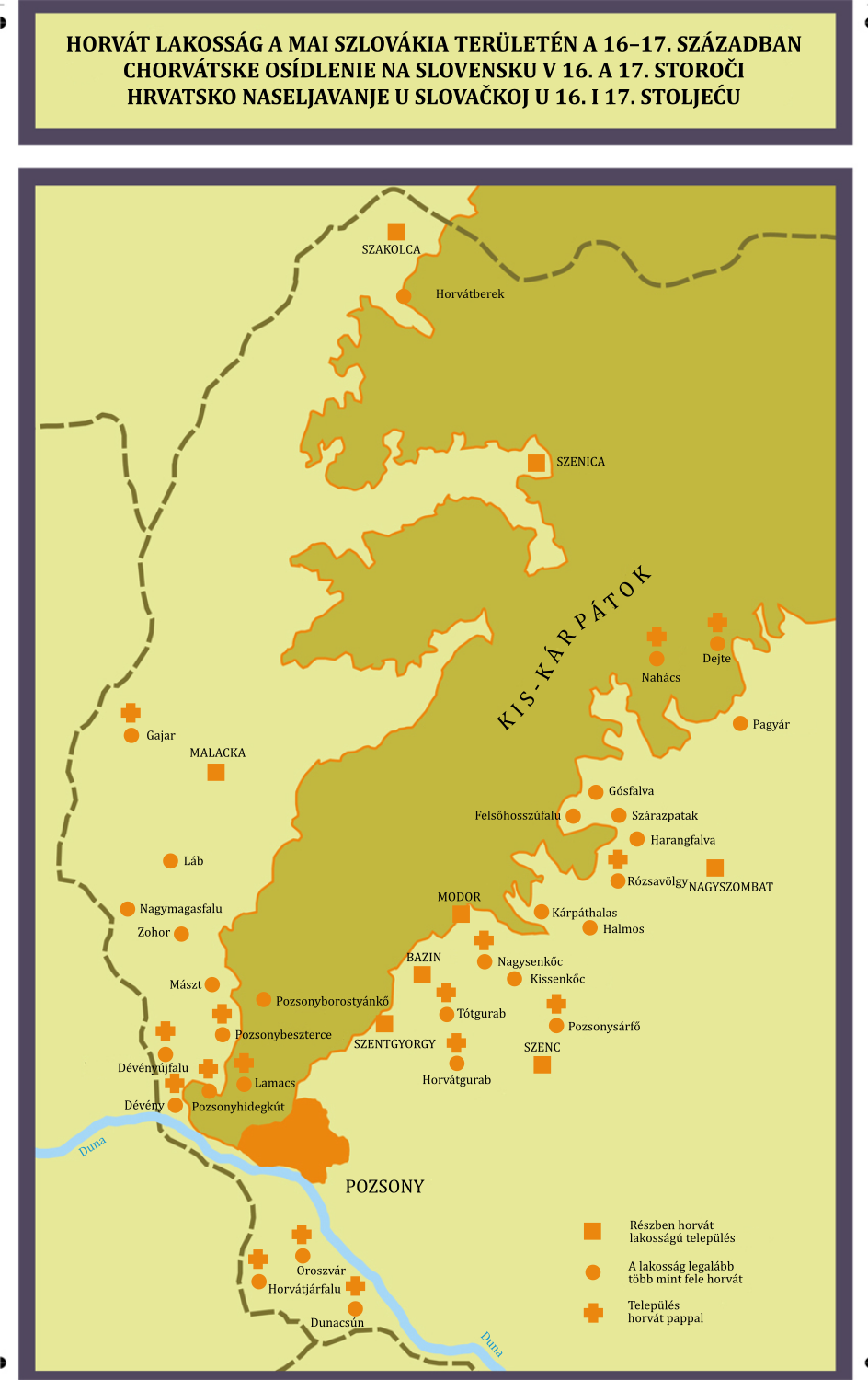
Horvát lakosság a mai Szlovákia területén a 16–17. században

Történelmileg horvát eredetű népcsoportok Pozsony és Nagyszombat környékén telepedtek le nagyobb számban, de kisebb közösségek Nyitra vármegye nyugati részéig (Erdőháti-alföld) is eljutottak. Délszláv eredetre utalnak a Horváth/Chorvát illetve az -ics és -ovics végződésű családnevek, ezen kívül például Horvátgurab és Horvátjárfalu települések neve, illetve a középszlovákiai nyelvjárás egyes sajátosságait is erre vezetik vissza.
Délszláv bevándorlással elsősorban a török korban számolunk, amikor a horvát és szlávóniai nemesség is próbált új védettebb birtokokat szerezni, illetve családi kapcsolatokat kiépíteni a Magyar királyságon belül. K. Kučerová három nagyobb hullámot különített el az 1530-as évektől az 1570-es évekig, de a 16. század folyamán is folyamatos a vándorlás. A végvárrendszer működésében is fontos szerepet töltöttek be, lásd például Krusich János. Szerb eredetű csoportok elsősorban a Duna vonalán telepedtek le, elsősorban a naszádos katonaság soraiból. A komáromi (c)sajkások mellett, kereskedők is megtelepedtek, s a (c)sajkások áttelepítése (1751) után is fontos rétegét alkották a városnak az ortodox hitűek. Belgrád 1690-es eleste után is több tízezer személy vándorolt a Magyar királyságba, illetve horvát területekre.
A horvátok esetében a nyelvhasználat mára elsősorban csak néhány helyen a templomokba szorult vissza, helyi iskolák nyelvhasználatában már a 18. századtól pozíciókat vesztettek. Legtovább Horvátjárfalun mutatható ki horvát nyelvű oktatás, egészen 1947-ig. A nyugati kaj és csa nyelvjárások maradtak fenn, s jelenleg önkéntes alapon és nyári táborok alkalmával folyik Gradišćei nyelvoktatás egyes településeken. A délszláv eredetű családok többsége asszimilálódott a környező népességbe. 2021-ben 2001 (967+1034) személy vallotta magát horvát, 1876 (1084+792) pedig szerb nemzetiségűnek. 2010-től a szerbek hivatalosan elismert kisebbség az országban. A szerb nyelv oktatásával jelenleg csak egyetemi szinten (szláv filológia) foglalkoznak.
Szlovákiában 1990-től működik a Horvát Kultúrszövetség, amely a horvát kulturális szervezetek tevékenységét hivatott összefogni. Folyóiratuk a Hrvatska rosa. 2006-tól Dévényújfalun működik a szlovákiai horvát kultúrával foglalkozó múzeum, illetve ugyanitt horvát kulturális fesztivált is rendeznek.